# Włóknoporka naziemna
Włóknoporka naziemna (Byssoporia terrestris (Pers.) M.J. Larsen & Zak) – gatunek grzybów z rzędu gołąbkowców (Russulales).

## Systematyka i nazewnictwo
Pozycja w klasyfikacji według Index Fungorum: Scutiger, Albatrellaceae, Russulales, Incertae sedis, Agaricomycetes, Agaricomycotina, Basidiomycota, Fungi.
Takson ten w 1805 r. opisał Christiaan Hendrik Persoon, nadając mu nazwę Poria terrestris. Później zaliczany był do różnych rodzajów. Obecną nazwę nadali mu Michael J. Larsen i Bratislav Zak w 1978 r. Należy do monotypowego rodzaju Byssoporia
Ma 24 synonimy. Niektóre z nich:
- Byssocorticium molliculum (Bourdot) Jülich 1975
- Byssocorticium sartoryi (Bourdot & L. Maire) Bondartsev & Singer 1941
- Byssocorticium terrestre (Pers.) Bondartsev & Singer 1941
- Poria mycorrhiza Killerm. 1927[2].

Polską nazwę zarekomendował Władysław Wojewoda w 2003 r.

## Morfologia
Owocnik
Rozpostarty o grubości do 3 mm, bardzo miękki i łatwy do oddzielenia. Hymenofor poroidalny, warstwa porów żółtawa lub ochrowa, rurki miękkie i gąbczaste, pory nieregularnie kanciaste, 2–3 szt. mm. Brzeg tego samego koloru, włóknisty, z kilkoma cienkimi ryzomorfami.
Cechy mikroskopowe
System strzępkowy monomityczny, strzępki cienkościenne, o szerokości 3–4 µm, rozgałęzione pod kątem prostym, bez sprzążek, odgałęzienia w hymenium cieńsze, liczne. Podstawki maczugowate, 15–20 × 5 µm, z licznymi kroplami oleju w protoplazmie.

## Zasięg występowania i siedlisko
Najwięcej stanowisk włóknoporki naziemnej podano w Europie, poza tym znane jest jej występowanie w Ameryce Północnej, Południowej i Azji. W. Wojewoda w 2003 r. przytoczył jedno tylko stanowisko w Polsce i to już historyczne, podane przez Bogumiła Eichlera w 1902 r. Nowsze stanowiska podali Z. Flisińska (2004) i D. Karasiński (2016).
Grzyb naziemny, saprotrof. W Polsce notowany na leżących na ziemi gałęziach i pniach olszy. Występuje na martwym drewnie i na ściółce leśnej. Według J. Erikssona i L. Ryvardena wydaje się być raczej grzybem ściółkowym niż prawdziwym gatunkiem rozkładającym drewno.